# Seznam obiskovalcev postaje Mir
To je seznam obiskovalcev vesoljske postaje Mir v abecednem redu. Imena posadke postaje so označena odebeljeno. Pripona (dvakrat) pomeni individualno število obiskov postaje nekega človeka, ne pa njegovih ali njenih vesoljskih poletov. Vnosi brez simbola zastave se nanašajo na to, da je bila ta oseba ob zagonu prebivalec bloka držav, ki so sestavljale Sovjetsko zvezo.

## Statistika
Med 1986 in 2000, je postajo Mir obiskalo 104 oseb. Ta seznam ne šteje dvakrat za osebe z dvojnim državljanstvom (na primer britansko-ameriški astronavt Michael Foale je napisan le pod Združenimi državami).

### Po narodnosti
| Narodnost                | Izleti | Osebe | Opombe                                                                                              |
| ------------------------ | ------ | ----- | --------------------------------------------------------------------------------------------------- |
| Sovjetska zveza / Rusija | 68     | 42    | ena ženska, 25 članov posadke Mir, 13 dvojnih in 3 trojni poleti, en štirikratni in en petkratni    |
| ZDA                      | 49     | 44    | 8 žensk, 7 članov posadke Mir, 3 dvojni in 1 trojni let                                             |
| Francija                 | 8      | 6     | 1 ženska, 1 član posadke, 2 dvojna leta                                                             |
| Nemčija                  | 4      | 4     | en član posadke Mir                                                                                 |
| Afganistan               | 1      | 1     | |
| Avstrija                 | 1      | 1     | |
| Bolgarija                | 1      | 1     | |
| Kanada                   | 1      | 1     | |
| Japonska                 | 1      | 1     | 1 turist                                                                                            |
| Slovaška                 | 1      | 1     | |
| Sirija                   | 1      | 1     | |
| Združeno kraljestvo      | 1      | 1     | 1 ženska                                                                                            |
| Skupno                   | 137    | 104   | 11 žensk, 44 članov posadke Mir, 1 turist, 18 dvojnih, 4 trojni, 1 štirikratni in 1 petkratni polet |

### Po agenciji
| Agencija | Agencija     | Izleti | Osebe | Opombe                                                                                                   |
| -------- | ------------ | ------ | ----- | --- |
|          | Roskosmos    | 69     | 43    | 1 ženska, 35 članov posadke Mir, 13 dvojnih, 3 trojni, 1 štirikratni in 1 petkratni polet                |
|          | NASA         | 49     | 44    | 8 žensk, 7 članov posadke Mir, 3 dvojni leti in 1 trojni let                                             |
|          | ESA          | 7      | 6     | 2 člana posadke Mir, 1 dovjni let                                                                        |
|          | CNES         | 4      | 3     | 1 ženska, 1 dvojni let                                                                                   |
|          | Intercosmos  | 3      | 3     | |
|          | CSA          | 1      | 1     | |
|          | ASA          | 1      | 1     | |
|          | DFVLR        | 1      | 1     | |
|          | Projekt Juno | 1      | 1     | 1 ženska                                                                                                 |
|          | turisti      | 1      | 1     | |
| Skupno   | Skupno       | 137    | 104   | 11 žensk, 44 članov posadke Mir, 1 turist, 18 dvojnih in 4 trojni leti, 1 štirikrat in 1 petkratni polet |

## A
- Viktor Afanasyev (trikrat)
- Thomas D. Akers [1]
- Toyohiro Akiyama  (turist)
- Aleksandr Aleksandrov
- Aleksandr Aleksandrov
- Michael P. Anderson [2]
- Jerome Apt
- Anatoly Artsebarsky
- Toktar Aubakirov
- Sergei Avdeyev (trikrat)

## B
- Ellen S. Baker ♀ [3]
- Michael A. Baker [4]
- Aleksandr Balandin
- Yuri Baturin
- Ivan Bella
- John E. Blaha [1]
- Michael J. Bloomfield [5]
- Nikolai Budarin (dvakrat)

## C
- Kenneth D. Cameron [6]
- Franklin R. Chang-Diaz [7]
- Kevin P. Chilton [8]
- Jean-Loup Chrétien  (dvakrat)[5]
- Jean-François Clervoy [9]
- Michael R. Clifford
- Eileen M. Collins ♀

## D
- Vladimir Dezhurov[3]
- Bonnie J. Dunbar ♀  (dvakrat)[2]

## E
- Joe F. Edwards [2]
- Reinhold Ewald
- Léopold Eyharts

## F
- Muhammed Faris
- Klaus-Dietrich Flade
- Michael Foale [9]

## G
- Robert L. Gibson [3]
- Yuri Gidzenko
- Linda M. Godwin ♀ [8]
- John M. Grunsfeld [4]

## H
- Chris A. Hadfield [6]
- James D. Halsell
- Claudie Haigneré ♀
- Jean-Pierre Haigneré (dvakrat)
- Gregory J. Harbaugh [3]

## I
- Marsha S. Ivins ♀ [4]

## J
- Brent W. Jett [4]

## K
- Aleksandr Kaleri (trikrat)
- Janet L. Kavandi ♀ [7]
- Leonid Kizim
- Yelena Kondakova ♀ (dvakrat)[9]
- Sergei Krikalev (dvakrat)
- Valery Korzun

## L
- Aleksandr Laveykin
- Wendy B. Lawrence ♀  (dvakrat)[5][7]
- Aleksandr Lazutkin
- Anatoli Levchenko
- Jerry M. Linenger [4]
- Edward T. Lu [9]
- Shannon W. Lucid ♀ [8]
- Vladimir Lyakhov

## M
- Yuri Malenchenko
- Gennadi Manakov (dvakrat)
- Musa Manarov (dvakrat)
- William S. McArthur [6]
- Ulf Merbold
- Abdul Ahad Mohmand
- Talgat Musabayev (dvakrat)

## N
- Carlos I. Noriega [9]

## O
- Yuri Onufrienko

## P
- Gennady Padalka
- Scott E. Parazynski [5]
- Charles J. Precourt  (trikrat)[3][7][9]
- Aleksandr Poleshchuk
- Valeri Polyakov (dvakrat)
- Dominic L. Pudwill Gorie

## R
- William F. Readdy [1]
- James F. Reilly [2]
- Thomas Reiter
- Yuri Romanenko
- Jerry L. Ross [6]
- Valery Ryumin[7]

## S
- Viktor Savinykh
- Richard A. Searfoss [8]
- Ronald M. Sega
- Aleksandr Serebrov (dvakrat)
- Salizhan Sharipov[2]
- Helen Sharman ♀
- Anatoly Solovyev (petkrat)[3]
- Vladimir Solovyov
- Gennady Strekalov (dvakrat)

## T
- Norman E. Thagard [3]
- Andrew S.W. Thomas [2]
- Vladimir Titov (dvakrat)[5]
- Michel Tognini
- Vasili Tsibliyev (dvakrat)

## U
- Yury Usachev (dvakrat)

## V
- Franz Viehböck
- Aleksandr Viktorenko (štirikrat)
- Pavel Vinogradov
- Aleksandr Volkov (dvakrat)

## W
- Carl E. Walz [1]
- James D. Wetherbee [5]
- Terrence W. Wilcutt (dvakrat) [2]
- Peter J.K. Wisoff [4]
- David A. Wolf

## Z
- Sergei Zalyotin